# NAZCA 4.0

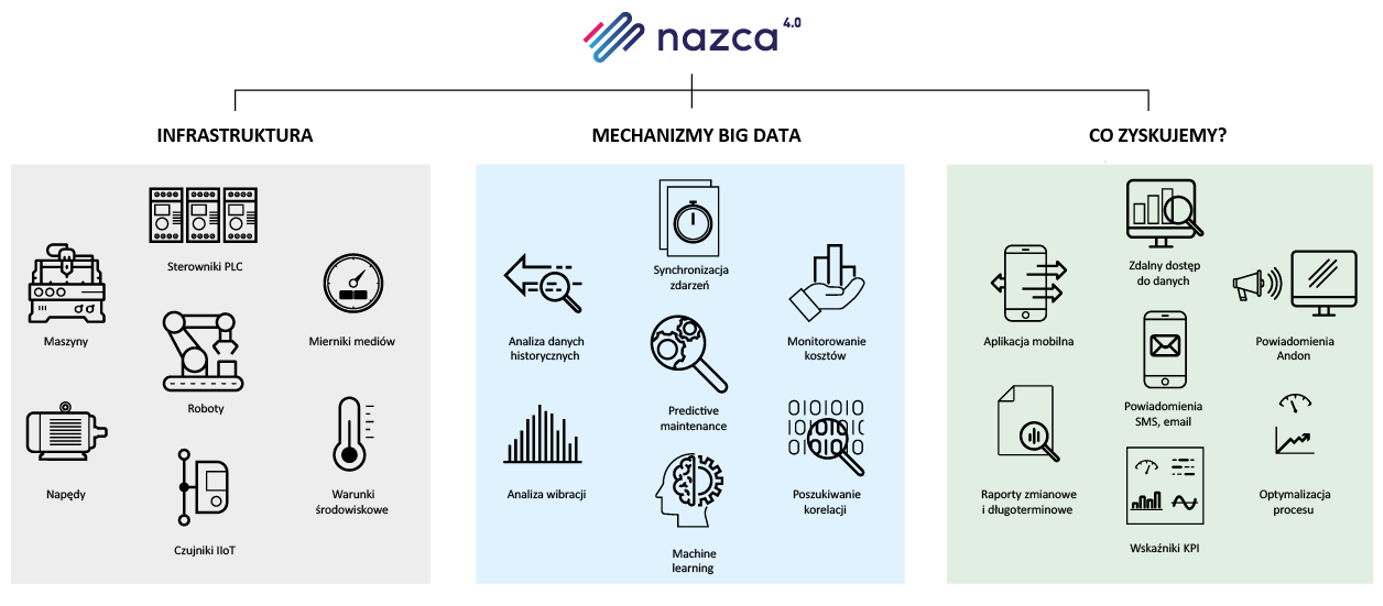

NAZCA 4.0 – polska platforma przemysłowego Internetu rzeczy (IIoT) umożliwiająca zapis i przechowywanie bardzo dużej ilości danych (Big Data) pozyskiwanych z różnych źródeł (jak czujniki, sterowniki PLC, bazy danych, systemy MES, ERP) celem przeprowadzania analityki i generowania na tej podstawie wniosków wspomagające i przyspieszające podejmowanie decyzji w firmie.
Platforma jest implementowana zarówno w dużych zakładach przemysłowych, jak i przedsiębiorstwach z sektora MŚP. Została udostępniona w celach edukacyjnych w Centrum Testowania Technologii Przemysłu 4.0 w Gliwicach w celu promocji transformacji cyfrowej oraz idei Przemysłu 4.0.

## Artykuły naukowe
- Prediction of Belt Drive Faults in Case of Predictive Maintenance in Industry 4.0 Platform
- Prediction of energy consumption in the Industry 4.0 platform- solutions overview
- Wpływ kondycji łożysk na utrzymanie procesów produkcyjnych